# Wiesława Tomaszewska
Wiesława Tomaszewska (ur.: 12 stycznia 1939, zm: 2006) – polska brydżystka, Arcymistrz.

## Wyniki brydżowe

### Rozgrywki krajowe
W rozgrywkach krajowych zdobywała następujące lokaty:
| Mistrzostwa Polski par | Mistrzostwa Polski par | Mistrzostwa Polski par | Mistrzostwa Polski par |
| Rok                    | Kategoria              | Partner                | Miejsce                |
| ---------------------- | ---------------------- | ---------------------- | ---------------------- |
| 1990                   | Mikst                  | Mariusz Puczyński      | 1                      |
| 1986                   | Kobiety                | Hanna Zajączkowska     | 1                      |
| 1983                   | Kobiety                | Hanna Zajączkowska     | 1                      |
| 1981                   | Kobiety                | Hanna Zajączkowska     | 1                      |
| 1977                   | Mikst                  | Tomasz Przybora        | 1                      |
| 1970                   | Mikst                  | Zbigniew Szurig        | 1                      |

### Olimiady
Na olimpiadach w zawodach uzyskała następujące rezultaty:
| Olimpiady brydżowe. Zawody teamów | Olimpiady brydżowe. Zawody teamów | Olimpiady brydżowe. Zawody teamów | Olimpiady brydżowe. Zawody teamów | Olimpiady brydżowe. Zawody teamów | Olimpiady brydżowe. Zawody teamów |
| Rok                               | Miejsce                           | Zawody                            | Kategoria                         | Drużyna                           | Pozycja                           |
| --------------------------------- | --------------------------------- | --------------------------------- | --------------------------------- | --------------------------------- | --------------------------------- |
| 1980                              | Valkenburg                        | 6. Olimpiada Teamów               | Kobiety                           | Poland                            | 22                                |

### Zawody światowe
W światowych zawodach zdobyła następujące lokaty:
| Mistrzostwa Świata. Konkurencja teamów | Mistrzostwa Świata. Konkurencja teamów | Mistrzostwa Świata. Konkurencja teamów | Mistrzostwa Świata. Konkurencja teamów | Mistrzostwa Świata. Konkurencja teamów | Mistrzostwa Świata. Konkurencja teamów |
| Rok                                    | Miejsce                                | Zawody                                 | Kategoria                              | Drużyna                                | Pozycja                                |
| -------------------------------------- | -------------------------------------- | -------------------------------------- | -------------------------------------- | -------------------------------------- | -------------------------------------- |
| 1998                                   | Lille                                  | 10. Mistrzostwa Świata                 | kobiety                                | Chodorowski                            | 33                                     |

### Zawody europejskie
W europejskich zawodach zdobyła następujące lokaty:
| Zawody europejskie. Konkurencja teamów | Zawody europejskie. Konkurencja teamów | Zawody europejskie. Konkurencja teamów   | Zawody europejskie. Konkurencja teamów | Zawody europejskie. Konkurencja teamów | Zawody europejskie. Konkurencja teamów |
| Rok                                    | Miejsce                                | Zawody                                   | Kategoria                              | Drużyna                                | Pozycja                                |
| -------------------------------------- | -------------------------------------- | ---------------------------------------- | -------------------------------------- | -------------------------------------- | -------------------------------------- |
| 2001                                   | Teneryfa                               | 45. Mistrzostwa Europy Teamów            | Kobiety                                | Poland                                 | 12                                     |
| 1998                                   | Akwizgran                              | 5. Mistrzostwa Europy Mikstów            | Miksty                                 | Puczyński                              | 9                                      |
| 1990                                   | Bordeaux                               | 1. Mistrzostwa Europy Mikstów            | Miksty                                 | Rumińska                               | 31                                     |
| 1989                                   | Turku                                  | 39. Mistrzostwa Europy Teamów            | Kobiety                                | Poland                                 | 13                                     |
| 1987                                   | Brighton                               | 38. Mistrzostwa Europy Teamów            | Kobiety                                | Poland                                 | 13                                     |
| 1977                                   | Elsinore                               | 33. Mistrzostwa Europy Teamów            | Kobiety                                | Poland                                 | 5                                      |
| 1969                                   | Oslo                                   | 27. Mistrzostwa Europy Teamów            | Kobiety                                | Poland                                 | 9                                      |
| 1968                                   | Praga                                  | 1. Młodzieżowe Mistrzostwa Europy Teamów | Juniorzy                               | Poland                                 | 4                                      |
| 1966                                   | Warszawa                               | 25. Mistrzostwa Europy Teamów            | Kobiety                                | Poland                                 | 4                                      |

| Zawody europejskie. Konkurencja par | Zawody europejskie. Konkurencja par | Zawody europejskie. Konkurencja par | Zawody europejskie. Konkurencja par | Zawody europejskie. Konkurencja par | Zawody europejskie. Konkurencja par |
| Rok                                 | Miejsce                             | Zawody                              | Kategoria                           | Partner                             | Pozycja                             |
| ----------------------------------- | ----------------------------------- | ----------------------------------- | ----------------------------------- | ----------------------------------- | ----------------------------------- |
| 2001                                | Teneryfa                            | 45. Mistrzostwa Europy Teamów       | Kobiety                             | Anna Wojtyra                        | 10                                  |
| 1998                                | Akwizgran                           | 5. Mistrzostwa Europy Mikstów       | Mikst                               | Mariusz Puczyński                   | 98                                  |
| 1997                                | Montecatini                         | 6. Mistrzostwa Europy Par Kobiet    | Kobiety                             | Mariusz Puczyński                   | 97                                  |
| 1996                                | Monte Carlo                         | 4. Mistrzostwa Europy Mikstów       | Mikst                               | Mariusz Puczyński                   | 2                                   |
| 1990                                | Bordeaux                            | 1. Mistrzostwa Europy Mikstów       | Mikst                               | Mariusz Puczyński                   | 29                                  |
| 1989                                | Turku                               | 39. Mistrzostwa Europy Teamów       | Kobiety                             | Hanna Zajączkowska                  | 37                                  |

## Klasyfikacje brydżowe
- Wiesława Tomaszewska – klasyfikacja PZBS
- Wiesława Tomaszewska – klasyfikacja EBL (ang.)
- Wiesława Tomaszewska – klasyfikacja WBF (ang.)